# Прилог (Сату Маре)
Прилог (рум. Prilog) насеље је у Румунији у округу Сату Маре у општини Орашу Ноу. Oпштина се налази на надморској висини од 201 m.

## Становништво
Према подацима из 2002. године у насељу је живело 676 становника, од којих су сви румунске националности.